# Tim Shallice
 (mars 2017).
Si vous disposez d'ouvrages ou d'articles de référence ou si vous connaissez des sites web de qualité traitant du thème abordé ici, merci de compléter l'article en donnant les références utiles à sa vérifiabilité et en les liant à la section « Notes et références ».
Tim Shallice, né en 1940, est un psychologue anglais spécialisé dans les questions relatives à la mémoire de travail (MDT), aux fonctions exécutives ou encore dans la neuroimagerie cérébrale. Il est également connu pour ses apports théoriques en collaboration avec Donald Norman. Il est membre de la Royal Society depuis 1996.

## Publications
- From Neuropsychology to Mental Structure, 1988.
- The Organisation of Mind, avec Rick Cooper, Oxford, Oxford University Press, 2011  (ISBN 978-0-19-957924-2)
- (éd.) Neuropsychological impairments of short-term memory avec Giuseppe Vallar, 1990.

## Distinctions
- 2013 : co-lauréat de la British Academy Medal avec Rick Cooper, pour The Organisation of Mind (2011)[3].